# Andrés Mosquera (ur. 1991)
Andrés Felipe Mosquera Marmolejo (ur. 10 września 1991 w Carepie) – kolumbijski piłkarz występujący na pozycji bramkarza, reprezentant Kolumbii, od 2024 roku zawodnik Santa Fe.